# آمیلکاره اسگالباتزی
آمیلکاره اسگالباتزی (ایتالیایی: Amilcare Sgalbazzi؛ زادهٔ ۱۱ ژوئن ۱۹۵۵) دوچرخه‌سوار اهل ایتالیا است.